# Bardhyl Londo
Bardhyl Londo, född 25 december 1948 i byn Lipa nära Permëti i Albanien, död 18 februari 2022 i Tirana, var en albansk författare och poet.
Londo studerade språk och litteratur på universitet i Tirana och därefter verkade han ett tag som lärare i sin hembygd. Efter denna period arbetade han för den litterära tidskriften "Drita". Han tjänstgjorde även som chef för albanska författar- och artistunionen fram till februari 1998. Mellan åren 1975 och 1996 skrev han åtta stycken poesisamlingar och han har också gjort sig ett namn som den ledande albanska poeten i 80-talet.
Londos poesi avlägsnar sig från det konkreta: detaljer och tillfällen som han har genomlevt intensivt har han förvandlat till poesi på ett kontrollerat och lärt sätt. Hans poesi, vilken är skriven på klassiskt vis, med mycket rim, genljuder melodisk av de rika traditionerna hos toskisk poesi. År 1989 belönades han med Migjenipriset.